# Isadelphina albistellata
Isadelphina albistellata är en fjärilsart som beskrevs av George Francis Hampson 1926. Isadelphina albistellata ingår i släktet Isadelphina och familjen nattflyn. Inga underarter finns listade i Catalogue of Life.